# 베른의 기적 (영화)
베른의 기적(독일어: Das Wunder von Bern)은 2003년 제작된 독일의 영화이다. 전후 독일의 가족(특히 어린 소년과 전후 포로에서 풀려난 후 낙담한 그의 아버지를 중심으로)과 베른에서 열린 1954년 스위스 월드컵 결승전에서 벌어진 서독의 기적과도 같은 승리에 대한 이야기를 담았다.
이 영화는 전후 독일의 초상으로 여겨지기도 한다. 600만 명이 넘는 관객을 동원하여 이 영화는 독일의 베스트셀러 영화가 되었으며, 영화의 초연에는 게르하르트 슈뢰더 총리, 스타인브뤽 상원의원, 노르트라인베스트팔렌주의 장관, 국무총리 오토 쉴리가 참석하였다.
캐치프레이즈는 모든 어린이는 아버지를 원하고, 모든 인간은 꿈을 원하며, 모든 국가는 전설을 원한다.(독일어: Jedes Kind braucht einen Vater. Jeder Mensch braucht einen Traum. Jedes Land braucht eine Legende.)이다.

## 플롯
에센의 광산 노동자인 리하르트는 제 2차 세계 대전 당시 소련군에 붙잡힌 독일군 전쟁포로로 소련 시베리아에서 10년 가까운 포로 생활을 한 후에 집으로 돌아온다. 그 사이 그의 아내와 두 아들, 그리고 딸은 리하르트 없이 겨우겨우 먹고 살 만한 형편을 만들어 놓았다. 1954년 리하르트가 귀환하였을 때, 그는 그의 가족과 나라, 그리고 그 자신의 재통합에 있어서 심각한 문제가 있음을 느꼈다. 그의 아내는 작은 사업을 하고 있었고, 그의 큰아들은 공산주의자가 되어 아버지가 나치 시절에 가졌던 이상에 정면으로 도전하는 활동을 하고 있었고, 그의 딸은 그가 한때 맞서 싸운 적이었던 미국 GI와 바람이 나 있었으며, 아버지의 얼굴을 모르고 자라난 그의 11살 난 아들 '마테스'는 같은 로트바이스 에센 축구팀의 마을 출신 축구 선수 '헬무트 란'을 영웅이자 아버지 같은 존재로 여기고 있었다.
리하르트는 처음에는 마테스가 축구를 좋아하는 것에 관하여 매우 엄격했지만, 아들과의 갈등을 풀어 나가며 점점 축구에 대해 너그러워지게 되고, 결승전이 열리기 전날 리하르트와 마테스는 함께 베른으로 경기를 관람하러 가게 된다.
영화의 또 다른 플롯은 클럽 레벨에서 우수한 성적을 냈지만 좀처럼 국가 리그로 발탁되지 못했던 헬무트 란이 결국엔 '제프 헤어베르거'가 이끄는 국가 대표팀에 발탁되게 된 개인적 성취에 관해서도 다루고 있다. 매일같이 그의 경기를 보러 왔던 마테스의 존재는 그에게 있어 행운의 마스코트가 되었다.
이 영화에는 몇 가지 '기적적인' 사건이 등장한다. 리하르트에게 있어서, 버려진 축구공으로 우연히 넣어본 골은 뜻밖의 즐거움으로 다가왔고, 란에게 있어서, 사이드라인에서 보내는 마테스의 응원은 결승 골을 넣는 촉진제로 작용하였다. 대표팀 감독 젭 헤어베르거에 있어서 이 기적은 조금은 일상적이다. 갑자기 내린 비로 헝가리 선수들의 움직임이 느려졌지만, 독일 선수들의 신발에는 아디 다슬러가 개발한 스파이크가 달려 있었기 때문에 비에 큰 영향을 받지 않은 것이다. (주장인 프리츠 발터가 비가 내리는 환경에서 더 나은 경기 능력을 보이기도 한 이유도 있다.) 그리고, 모든 독일인에게 있어서 기대조차 하지 않았던 이 뜻밖의 승리는 큰 기쁨으로 다가왔고, 전쟁의 상처를 치료하는 붕대 역할을 하였으며, 이후 '기적적인 '경제 성장을 가리키는 상징이 되었다.

## 수상 경력
- Prix du Public UBS, Locarno International Film Festival 2003
- Deutscher Filmpreis 2004 for Best Picture (Silver), German Film of the Year, German Actor of the Year (Peter Lohmeyer)
- Bavarian Film Award 2004 to Sönke Wortmann as Best Director and to Johanna Gastdorf as Best Supporting Actress

## 실제 경기에서의 기적
제프 헤어베르거 감독이 이끌고 프리츠 발터가 주장을 맡은 1954년의 독일 대표팀은 4년간 한 번도 패배한 적이 없는 전설적인 헝가리의 위대한 헝가리 팀에 맞서 놀랄 만한 결승 경기를 보여주었다. 독일 팀은 연속으로 두 골을 내주었지만 헬무트 란이 종료 6분 전에 성공시킨 골을 포함하여 세 골을 성공시키며 3:2로 헝가리 팀을 누르고 우승을 차지하였다. 이것은 정신적,경제적으로 무너진 전후 독일 국민에 있어서 희망을 주는 이벤트였다. 세계 최강의 팀을 격파하여 독일 팀은 쥘 리메 컵을 거머쥐었고, 같은 날 프랑스에서 열린 그랑프리 경기에서는 메르세데스 벤츠 사의 실버 애로우가 우승하여 독일의 자존심을 지켰다. 이것은 독일의 경제적, 정치적인 회복의 전조가 된 실제의 기적이 되었다.

## 배역
- 루이스 클램로스: 마테스
- 피터 로메이어: 아버지
- 사스카 고펠: 란
- 조한나 가스도프: 어머니
- 미르코 랑: 마테스의 형
- 비르데 볼터
- 카타리나 바케르나겔
- 루카스 그레고로빅스: 폴
- 피터 프랑케
- 크너트 하트비그

## SBS 성우진 (2006년 6월 4일)
- 정옥주 - 마티아스(루이스 클람로스)
- 송두석 - 리하르트(피터 로메이어)
- 이진화 - 크리스타(요한나 가스도프)
- 안용욱 - 브루노(미르코 랑)
- 박선영 - 잉그리드(비르데 볼터)
- 유남희 - 안네트 애커만(카타리나 바커나겔)
- 한호웅 - 폴 애커만(루카스 그레고로빅스)
- 이원준 - 헬무트 랑(사스카 고펠)
- 이종혁 - 프리츠(크누트 하르트윅)
- 이호인
- 김민석
- 홍승섭
- 전인배